# Peperomia consoquitlana
Peperomia consoquitlana är en pepparväxtart som beskrevs av C. Dc.. Peperomia consoquitlana ingår i släktet peperomior, och familjen pepparväxter. Inga underarter finns listade i Catalogue of Life.